# Aleksandr Borisow (1908–2001)
Aleksandr Filippowicz Borisow (ros. Александр Филиппович Борисов, ur. 22 października?/4 listopada 1908 we wsi Starosielje w guberni mohylewskiej, zm. 22 sierpnia 2001 w Moskwie) – zastępca przewodniczącego Państwowej Komisji Planowania RFSRR (1957–1960), Bohater Pracy Socjalistycznej (1958).

## Życiorys
Ukończył Swierdłowski Instytut Stali, od 1931 pracował w przedsiębiorstwach przemysłu metalurgicznego m.in. jako kierownik zmiany i szef odlewni, od 1939 był członkiem WKP(b). 1946-1951 szef odlewni i główny inżynier, a 1951–1954 dyrektor Magnitogorskiego Kombinatu Metalurgicznego, 1954–1957 zastępca i I zastępca ministra czarnej metalurgii ZSRR. Od czerwca 1957 do 1960 zastępca przewodniczącego Państwowej Komisji Planowania RFSRR i jednocześnie od 6 czerwca 1957 do 13 czerwca 1958 minister RFSRR, 1960–1961 zastępca przewodniczącego Wyższej Rady Gospodarki Narodowej. Od sierpnia 1961 do 25 grudnia 1965 przewodniczący Sownarchozu Czelabińskiego Ekonomicznego Rejonu Administracyjnego, od 31 października 1961 do 29 marca 1966 zastępca członka KC KPZR, od 25 grudnia 1962 do 15 grudnia 1965 przewodniczący Południowouralskiego/Uralskiego Rejonu Ekonomicznego, 1965-1975 I zastępca ministra czarnej metalurgii ZSRR, następnie na emeryturze. Deputowany do Rady Najwyższej ZSRR 3,4 i 6 kadencji. Pochowany na Cmentarzu Trojekurowskim.

## Odznaczenia i nagrody
- Medal Sierp i Młot Bohatera Pracy Socjalistycznej (19 lipca 1958)
- Order Lenina (czterokrotnie - 10 kwietnia 1943, 30 stycznia 1952, 19 lipca 1958 i 22 marca 1966)
- Order Rewolucji Październikowej (25 sierpnia 1971)
- Order Czerwonego Sztandaru Pracy (trzykrotnie - 14 listopada 1951, 4 listopada 1968 i 3 listopada 1978)
- Nagroda Stalinowska (1951)
- Medal „Za pracowniczą dzielność” (5 maja 1949)

I medale.